# 훌라 (카드 게임)
훌라는 플레잉카드로 즐기는 놀이의 한 종류이다.
게임의 참가자들은 각자 7장씩 카드를 가지고 먼저 시작하는 사람은 8장을 가진다. 
```
자신이 갖고 있는 카드를 보면서 게임을 하며, 가장 먼저 자신의 손에 쥐고 있는 카드를 제거한 사람이 승리한다.
제일 먼저 시작하는사람은 필요없는 카드를 한 장 버리고, 다음사람은 한 장을 드로우(카드를 한 장 가져오는 행위)하고, 등록이 끝나면 한 장을 버려야 다음사람으로 차례가 넘어 갈 수 있다. 등록이 불가할 때는 한 장 버린 뒤 턴을 종료하면 된다. 등록은 7이나 같은숫자 3장이상 또는 같은 모양의 3개 이상의 연속된 숫자면 등록을 할 수 있고, 자신이 등록을 했을 경우에만 상대가 7이나 등록했을 때 7이면 같은 모양의 6이나 8을 이어 붙일 수있다. 또한 상대가 자신이 필요한 카드(등록에 필요한 카드)를 버리면 '땡큐'라고 말하고 등록을 할 수 있다. (일반 훌라의 경우 앞 사람이 버린 카드만 받아올 수 있고 전쟁 훌라의 경우 순서에 상관없이 누구나 받아올 수 있다.)
 카드 7장을 한 번에 모두 내려놓는 경우는 '훌라'라고 한다. 
조커(와일드 카드)는 포함해도 되고 제외하여도 된다.
```

## 같이 보기
- 러미(Rummy)